# Pat Fallon

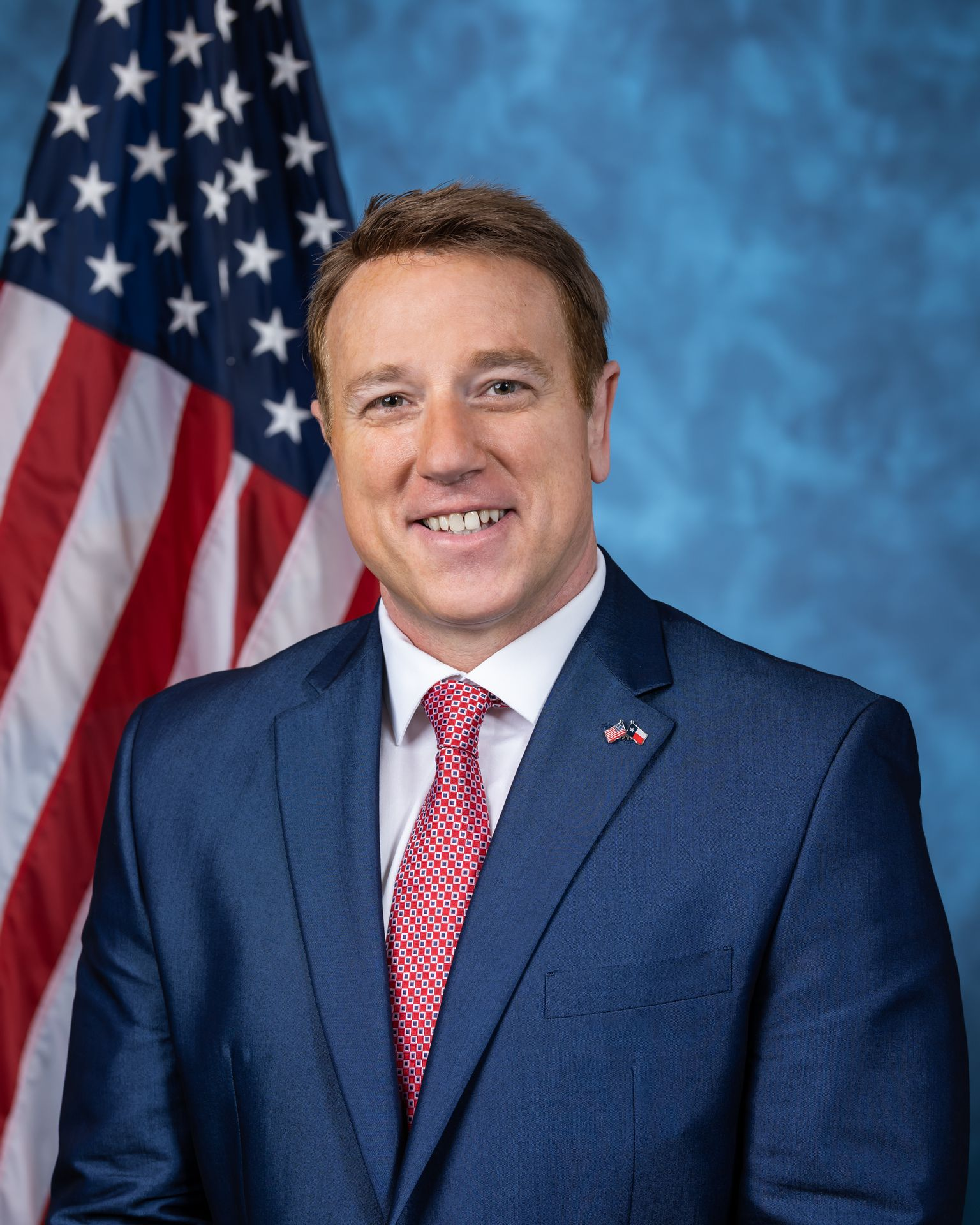
Pat Fallon (2020)

Patrick „Pat“ Edward Fallon (* 19. Dezember 1967 in Pittsfield, Massachusetts) ist ein US-amerikanischer Politiker der Republikanischen Partei. Seit Januar 2021 vertritt er den vierten Distrikt des Bundesstaats Texas im US-Repräsentantenhaus. Zuvor gehörte er von 2013 bis 2019 dem Repräsentantenhaus und anschließend bis 2021 dem Senat von Texas an.

## Leben
Pat Fallon ist der Sohn zweier Lehrer und wuchs in verschiedenen Orten innerhalb der Vereinigten Staaten auf. Er studierte Internationale Beziehungen an der University of Notre Dame und war dort Spieler in der American-Football-Mannschaft, die 1988 unter Trainer Lou Holtz in einer Perfect Season den Fiesta Bowl gewann. Während des Studiums meldete Fallon sich für den Reserve Officer Training Corps der United States Air Force. Anschließend war er vier Jahre aktiv im Dienst und wurde mit der Air Force Achievement Medal ausgezeichnet. Nach dem Abschluss seines Studiums zog Fallon in das Denton County in Texas. Er ist Vorsitzender eines Bekleidungsherstellers mit knapp 100 Mitarbeitern mit Sitz in der Stadt Prosper.
Fallon ist mit Susan Kimberly Garner verheiratet, hat zwei Söhne und lebte zum Zeitpunkt der Kongresswahlen nach eigenen Angaben in Prosper. Im Vorfeld der Wahlen kamen an dieser Angabe Zweifel auf, da seine Kinder öffentliche Schulen in Frisco besuchen. Frisco liegt, im Gegensatz zu Prosper, nicht im 4. Kongresswahlbezirk. Heute lebt Fallon in Sherman.

## Politische Karriere

### Regionale und staatsweite Ebene
2009 wurde Fallon in den Stadtrat von Frisco gewählt. Im Mai 2011 übernahm er kurzzeitig (Pro tempore) das Amt des Bürgermeisters. Am 6. November 2012 gewann Fallon die Wahl zum Repräsentantenhaus von Texas mit 83,2 Prozent der Stimmen gegen den Kandidaten Rodney Caston von der Libertarian Party. Zwei Jahre später konnte er das Amt mit knapp 70 Prozent der Stimmen gegen Caston sowie die Demokratin Lisa Osterholt verteidigen. 2016 wurde er wiederum mit sehr großem Vorsprung für eine dritte Amtszeit bestätigt. Während seiner Zeit im Repräsentantenhaus positionierte Fallon sich als Abtreibungsgegner und unterstützte entsprechende Gesetzesentwürfe. Er lehnte zudem ein Gesetz zur Einführung einer steuerfinanzierten Schulverpflegung ab und forderte, United States Marshals als Sicherheitsleute für Schulen zur Verfügung zu stellen.
Im Juli 2017 kündigte Fallon an, bei den Senatswahlen in Texas für den 30. Senatswahlbezirk antreten und den Amtsinhaber Craig Estes herausfordern zu wollen. In einer Vorwahl am 6. März 2018 wurde er als Kandidat der Republikanischen Partei gewählt. Bei der Wahl am 6. November 2018 setzte Fallon sich mit 73,9 Prozent der Stimmen gegen den Demokraten Kevin Lopez durch. 

### US-Repräsentantenhaus
Im Mai 2020 startete Fallon seine Kampagne für die Wahl zum Repräsentantenhaus der Vereinigten Staaten im November. Zuvor war der bisherige Abgeordnete John Ratcliffe zum Director of National Intelligence ernannt worden. Am 3. November 2020 gewann Fallon, dem bereits im Vorfeld ein sicherer Erfolg vorausgesagt wurde, die Repräsentantenhauswahl gegen den Demokraten Russell Foster und einen weiteren Kandidaten. Fallon erhielt 75,4 Prozent der Stimmen. Er trat sein Amt am 3. Januar 2021 an.
Fallon ist einer der 139 republikanischen Abgeordneten im Repräsentantenhaus, die am 7. Januar 2021, nach der Erstürmung des Kapitols, gegen die Verifizierung von Joe Biden als Gewinner der Präsidentschaftswahl stimmten.
Die Primary (Vorwahl) seiner Partei für die Wahlen 2022 am 1. März konnte er gegen zwei andere Kandidaten mit 59 % klar gewinnen. Er trat am 8. November 2022 gegen Iro Omere von der Demokratischen Partei, sowie John Simmons von der Libertarian Party an. Bei der Wahl im November gewann Fallon mit 66,7 %. Bei der folgenden Wahl 2024 zum 119. Kongress gewann er die republikanische Vorwahl gegen Don Horn mit 80,3 %. In der Hauptwahl setzte er sich im November mit 68,4 % gegen den Demokraten Simon Cardell durch.
Seine aktuelle dritte Legislaturperiode im Repräsentantenhaus des 119. Kongresses läuft noch bis zum 3. Januar 2027.

#### Ausschüsse
Er ist aktuell Mitglied in folgenden Ausschüssen des Repräsentantenhauses:
- Committee on Armed Services
  - Cyber, Innovative Technologies, and Information Systems
  - Military Personnel
- Committee on Oversight and Reform
  - Environment